# Förposten
Förposten var en tidning som ursprungligen gavs ut av redaktör Maximilian Axelson, huvudsakligen för boende i Majorna i Göteborg, mellan 28 januari 1865 och 31 december 1867. Tidningen utökade sitt utgivningsområde och mellan 4 januari 1868 och 19 februari 1870 hette tidningen Förposten - Tidning för Götheborgs stad, stift och län. 1870 tog Johan Henricsson över tidningen och ombildade den till veckotidning med namnet Nya Förposten. Under detta namn gavs den ut mellan 30 april 1870 till 1 maj 1875. Därefter bytte den åter igen namn till Förposten, men kallades ofta för Nyaste Förposten. Vid den här tiden var bland andra Carl R.A. Fredberg medarbetare på tidningen. Vid Henricssons död 1879 övertog August Cederquist som ansvarig utgivare, och åren 1879–1882 arbetade Gustaf Ulrik Schönberg vid tidingen. Vid Cederquists död år 1900 övertogs tidningen av boktryckaren Johan Ferdinand Olsson som drev tidskriften i ett år, till 1901 då den lades ned.